# Joe Bonamassa
Joe Bonamassa (født 8. maj 1977) er en amerikansk blues rock-musiker, sanger og sangskriver. Bonamassa udgav sit første album som 17-årig i 1994 med bandet Bloodline og har siden udgivet en lang række studie- og livealbum. Han anses af mange for en af de bedste nulevende blues-guitarister.
Bonamassa har i interviews oplyst, at han er inspireret af den britiske bluestradition med guitarister som Eric Clapton og Peter Green samt ireren Rory Gallagher mere end den traditionelle amerikanske blues.

## Karriere
Joe Bonamassa begyndte at spille guitar i en tidlig alder, og opnåede allerede i en alder af 12 år at optræde ved en B.B. King koncert. Han blev i begyndelsen af 1990'erne medlem af bandet Bloodline sammen med Berry Oakley, Jr. (søn af Berry Oakley fra The Allman Brothers Band), Erin Davis (søn af Miles Davis) og Waylon Krieger (søn af Robby Krieger fra The Doors). Bandet udgav albummet The Bloodline i 1994, da Joe Bonamassa lige var fyldt 17 år. Albummet indeholdt "Stone Cold Hearted", der blev et mindre hit for bandet, der dog blev opløst kort tid efter udgivelsen af albummet. 
I sommeren 2000 trådte han i stedet for Roger McGuinn under Jethro Tulls koncertturné og udgav senere på året sit debutalbum A New Day Yesterday bl.a. indeholdende Bonamassas udgave af Jethro Tulls "A New Day Yesterday" fra 1969. Albummet blev fulgt op af en koncertturné, der resulterede i livealbummet A New Day Yesterday Live fra 2002. 
Joe Bonamassa har udover udgivelsen af en række studiealbum tillige ofte turneret, og i 2001 spillede han på Roskilde Festival. En større koncert i Royal Albert Hall den 4. maj 2009, hvor bl.a. også Eric Clapton og Paul Jones medvirkede med gæsteoptrædener, er udgivet på livealbum og videoalbum i 2010. Samme år udgav han studiealbummet Black Rock med gæsteoptræden af bl.a. B.B. King. 
I 2010 etablerede Bonamassa bandet Black Country Communion sammen med bassisten og sangeren Glenn Hughes (ex. Black Sabbath og Deep Purple), trommeslageren Jason Bonham (søn af Led Zeppelin-trommeslageren John Bonham) og keyboardspilleren Derek Sherinian. Bonamassa udgav med bandet to album, mens han fortsat udgav soloalbum og turnerede med bl.a. Sherinian. 
I 2011 påbegyndte Bonamassa samarbejde med Beth Hart på albummet Don't Explain. På 2012 albummet Driving Towards the Daylight medvirker Aerosmiths Brad Whitford. Albummet blev en kommerciel succes og opnåede en førsteplads på Billboards blues-hitliste og gik direkte ind på en andenplads på den britiske albumhitliste. Også i 2012 udsendte Bonamassa livealbummet Beacon Theatre: Live from New York med gæsteoptrædener af John Hiatt, Paul Rodgers og Beth Hart. 
Bonamassa fulgte op med et akustisk livealbum (An Acoustic Evening at the Vienna Opera House) og albummet
See Saw med Beth Hart samt yderligere et livealbum med Beth Hart.

## Instrumenter
Joe Bonamassa indspiller på og optræder med en række forskellige guitarer. I begyndelsen af karrieren spillede Bonamassa primært Fender Stratocaster, men er i de seneste år primært optrådt med Gibsons Les Paul-guitar. Gibson har udgivet tre "signatur-guitarer" opkaldt efter Bonamassa.

## Diskografi
Solo studiealbummer
- A New Day Yesterday (2000)
- So, It's Like That (2002)
- Blues Deluxe (2003)
- Had to Cry Today (2004)
- You & Me (2006)
- Sloe Gin (2007)
- The Ballad of John Henry (2009)
- Black Rock (2010)
- Dust Bowl (2011)
- Driving Towards the Daylight (2012)
- Different Shades of Blue (2014)
- Blues of Desperation (2016)
- Redemption (2018)
- Joe Bonamassa Christmas Comes But Once a Year (2019)
- Royal Tea (2020)
- Time Clocks (2021)
- Blues Deluxe Vol. 2 (2023)
- Breakthrough (2025)

Live Albummer
- A New Day Yesterday Live (2002)
- Shepherds Bush Empire (2007)
- Live from Nowhere in Particular (2008)
- Live from the Royal Albert Hall (2009)
- Beacon Theatre: Live from New York (2012)
- An Acoustic Evening at The Vienna Opera House (2013)
- Live In Amsterdam (together with Beth Hart) (2014)
- Tour de Force: Live in London – The Borderline (2014)
- Tour de Force: Live in London – Shepherd's Bush Empire (2014)
- Tour de Force: Live in London – Hammersmith Apollo (2014)
- Tour de Force: Live in London – Royal Albert Hall (2014)
- Muddy Wolf at Red Rocks (2015)
- Live at Radio City Music Hall (2015)
- Live at the Greek Theatre (2016)
- Live at Carnegie Hall: An Acoustic Evening (2017)
- British Blues Explosion Live (2018)

- Live at the Sydney Opera House (2019)
- Video Albummer

- A New Day Yesterday Live (2002)
- Live at Rockpalast (2005)
- Live from the Royal Albert Hall (2009)
- Beacon Theatre: Live from New York (2012)
- An Acoustic Evening at The Vienna Opera House (2013)
- Tour de Force: Live in London (4-DVD series) (2013)
- Live In Amsterdam (med Beth Hart) (2014)

## Eksterne links
- Wikimedia Commons har flere filer relateret til Joe Bonamassa
- Officiel hjemmeside
- Joe Bonamassa på Allmusic
- Joe Bonamassa på Discogs
- Joe Bonamassa på MusicBrainz
- Joe Bonamassa på Last.fm
- Joe Bonamassa på Myspace
- Joe Bonamassa på SoundCloud